# 努宗维尔
努宗维尔（法語：Nouzonville，法語發音：[nuzɔ̃vil]）是法国大東部大區阿登省的一个市镇，位于该省北部，默兹河谷当中，属于沙勒维尔-梅济耶尔区。

## 地理
努宗维尔（49°48'54"N, 4°44'42"E）面积10.92 平方千米，位于法国大東部大區阿登省，该省份为法国北部内陆省份，西接埃纳省，南至马恩省，东临默兹省，北与比利时接壤。
与努宗维尔接壤的市镇（或旧市镇、城区）包括：艾格勒蒙、默兹河畔博尼、沙勒维尔-梅济耶尔、达穆济、默兹河畔茹瓦尼、蒙西圣母村、讷夫马尼勒。

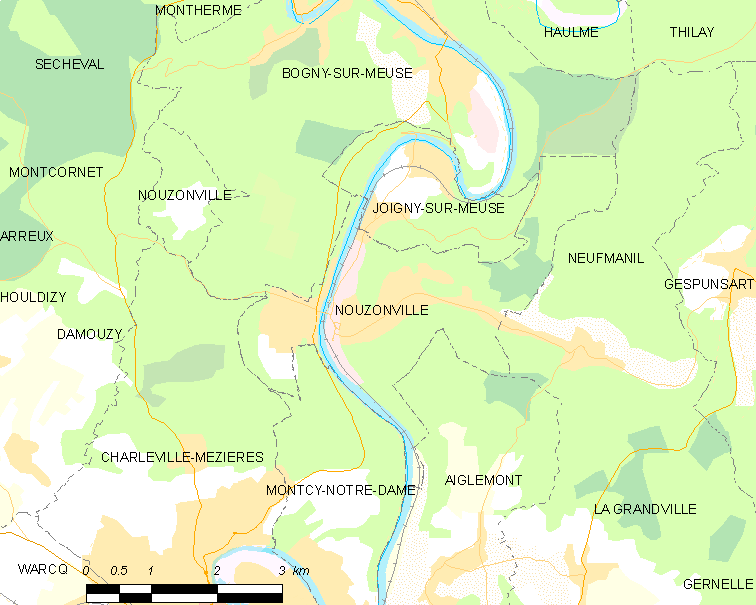
努宗维尔的OSM定位图

努宗维尔的时区为UTC+01:00、UTC+02:00（夏令时）。

## 行政
努宗维尔的邮政编码为08700，INSEE市镇编码为08328。

## 政治
努宗维尔所属的省级选区为沙勒维尔-梅济耶尔第二县。

## 人口

1962-2008年间努宗维尔人口变化图示

努宗维尔于2022年1月1日时的人口数量为5548人。